# Les Jours de la Commune
Les Jours de la Commune (Die Tage der Commune) est une pièce de théâtre de Bertolt Brecht écrite en 1949. Il y met en scène la montée et la chute de la Commune de Paris en 1871. Adaptée de la La Défaite (Nederlaget), pièce de théâtre de 1937 du poète et dramaturge norvégien Nordahl Grieg et traduite en allemand dès 1938 par Margarete Steffin, Brecht commence à travailler à son adaptation à partir de 1948, en collaboration avec Ruth Berlau et Caspar Neher. Il meurt avant d'avoir pu la mettre en scène. En 1956, Manfred Wekwerth propose avec le Berliner Ensemble la première mise en scène des Jours de la Commune, trois mois après la mort de Brecht.
La pièce est présentée pour la première fois en France en mars 1971, à l'occasion du centenaire de la Commune de Paris.

## Personnages principaux
- Madame Cabet
- Papa
- Coco
- Jean Cabet
- Philippe
- François Faure
- Babette
- Geneviève Guéricault
- Guy Suitry
- Langevin
- Eugène Varlin
- Raoul Rigault
- Charles Delescluze
- Charles Beslay
- Jules Favre
- Adolphe Thiers
- Otto Von Bismarck
- Le garçon
- Le monsieur corpulent
- Le valet de chambre
- Les délégués de la Commune
- Les maires
- Gardes nationaux
- Le gouverneur de la Banque de France (le Marquis de Plœuc)
- Le gros prélat
- Le crieur de journaux
- L'officier blessé
- Une communarde blessée
- Des bourgeois
- La boulangère (Madame Poulard)
- Le percepteur
- La femme du monde

## Analyse
Brecht s'empare alors d'un sujet historique très important dans l'histoire des mouvements ouvriers européens. Dans l'ouvrage Lectures de Brecht, Bernard Dort cite Brecht, concernant le but politique des Jours de la Commune : « Enseigner à mes compatriotes, en 1948, à ma manière, ce qu'a été la Commune de Paris, sans avoir la prétention de montrer à des Français d'aujourd'hui comment vivait et parlait une famille française en 1871 ».
La pièce oppose trois types de scènes : les scènes d'assemblée où l'on découvre les débats internes à la Commune (on y retrouve des noms de députés de la Commune, comme Eugène Varlin, Raoul Rigault, Gabriel Ranvier, Charles Delescluze), celles centrées autour d'un petit groupe de communards, celles autour de la bourgeoisie (on y retrouve les personnages historiques Adolphe Thiers ou encore Otto von Bismarck). Selon Bernard Dort, la spécificité des Jours de la Commune réside précisément dans cette tripartition des scènes, dans la tentative de Brecht de « faire coexister plusieurs styles difficilement conciliables à deux, sinon trois, formes théâtrales, sous une apparente simplicité de structure ».

## Postérité
La pièce est jouée à l'occasion du 100e anniversaire de la Commune de Paris, en mars 1971, en deux représentations à l'université Harvard et à l'université Yale sous la direction de Leonard Lehrman.
Une version réalisée par Zoe Beloff, est jouée dans les rues de New York pendant plusieurs mois en 2012, et une version cinématographique peut être vue sur son site Web.
L'œuvre est l'une des principales sources du premier acte de l'opéra Al gran sole carico d'amore de Luigi Nono. L'opéra est créé au théâtre lyrique de Milan le 4 avril 1975 sous la direction de Claudio Abbado et dans une mise en scène de Youri Lioubimov.